# The KVB
The KVB est un groupe britannique de rock indépendant, originaire de Londres, en Angleterre. Actif depuis 2010, le groupe joue une musique qualifiée de post-punk, gothique et shoegazing qui est souvent rapprochée de celle jouée par les groupes The Jesus and Mary Chain, A Place to Bury Strangers, The Soft Moon ou Tropic of Cancer,.

## Histoire
Le groupe débute comme un projet solo du musicien Nicholas Wood qui officie sous le nom de Klaus Von Barrel,. Il publie un premier disque sur le label Free Loving Anarchist en 2010. En 2011, différentes publications physiques ou numériques sur différents labels indépendants, tels que BEKO, vont se succéder dont la cassette Subjection / Subordination. La claviériste Kat Day rejoint le groupe à la fin de l'année 2011. 
L'année 2012 voit la sortie de l'album Always Then. En 2013, le groupe publie l'album Immaterial Visions sur le label City Trax, une subdivision du label Minimal Wave. Une partie des titres de cet album seront remixés par d'autres artistes et publiés sur un EP baptisé Immaterial Visions Remixes. Toujours la même année, l'album Minus One, jusque-là disponible uniquement sur internet, bénéficie d'une véritable édition par A Records, le label de Anton Newcombe de The Brian Jonestown Massacre, et reçoit un bon accueil,. En parallèle d'une tournée australienne en première partie de The Brian Jonestown Massacre, les deux groupes éditent un single partagé.
Le duo enregistre un nouvel album, Of Desire (2016), au studio situé à Bristol de Geoff Barrow,. En soutien à l'album, The KVB embarque dans des tournées en têtes d'affiche en Europe, Asie, en Amérique du Sud, et en Afrique du Sud. En 2017, The KVB sortent l'EP Fixation / White Walls,,. Only Now Forever sort le 12 octobre 2018.